# Selim III
Selim III, سليم ثالث, född 24 december 1761, död 29 juli 1808 i Konstantinopel, var sultan över Osmanska riket från 1789 till 1807. Han var son till Mustafa III (1757–74) och Valide Sultan Mihr-i shah. Han efterträdde Abd-ul-Hamid I (1774–89) och blev avsatt och dödad av Mustafa IV.
Selim III:s regeringstid präglades av krig, men slöt också fredsfördrag, 1789 med Sverige, 1791 med Österrike och 1792 med Ryssland.